# Geschichte Namibias

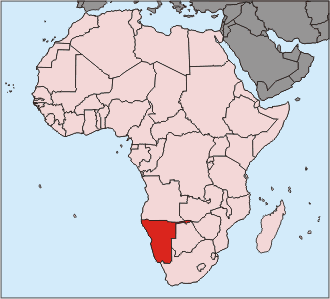
Lage Namibias in Afrika

Die Geschichte Namibias umfasst die historischen Entwicklungen auf dem Territorium der Republik Namibia von der Ur- und Frühgeschichte bis nach der Unabhängigkeit des Staates. Wesentliche Abschnitte der Moderne stellen die deutsche Kolonialzeit, das Völkerbundmandat in Ausübung durch südafrikanische Verwaltungsbehörden sowie die Unabhängigkeitsbemühungen im letzten Drittel des 20. Jahrhunderts durch politische Reformbestrebungen der multiethnischen Zivilbevölkerung und im Namibischen Unabhängigkeitskampf dar.

## Ur- und Frühgeschichte
Fossilien eines vor rund 13 Millionen Jahre in den heutigen Otavibergen lebenden Menschenartigen (Otavipithecus namibiensis) belegen, dass Namibia – wie auch die nördlicheren Regionen Afrikas – bereits im mittleren Miozän von engen Verwandten der frühen Vorfahren des Menschen besiedelt war.
Im Süden des Landes gefundene Fragmente von Steinplatten der Apollo-11-Höhle mit Menschen- und Tierdarstellungen werden auf 27.000 Jahre vor Christus geschätzt. Man geht weiter davon aus, dass einige der Felsbilder am Brandberg, im Erongogebirge und im Spitzkoppegebiet um die 7.000 Jahre alt sind.

## Bis zur europäischen Besiedelung

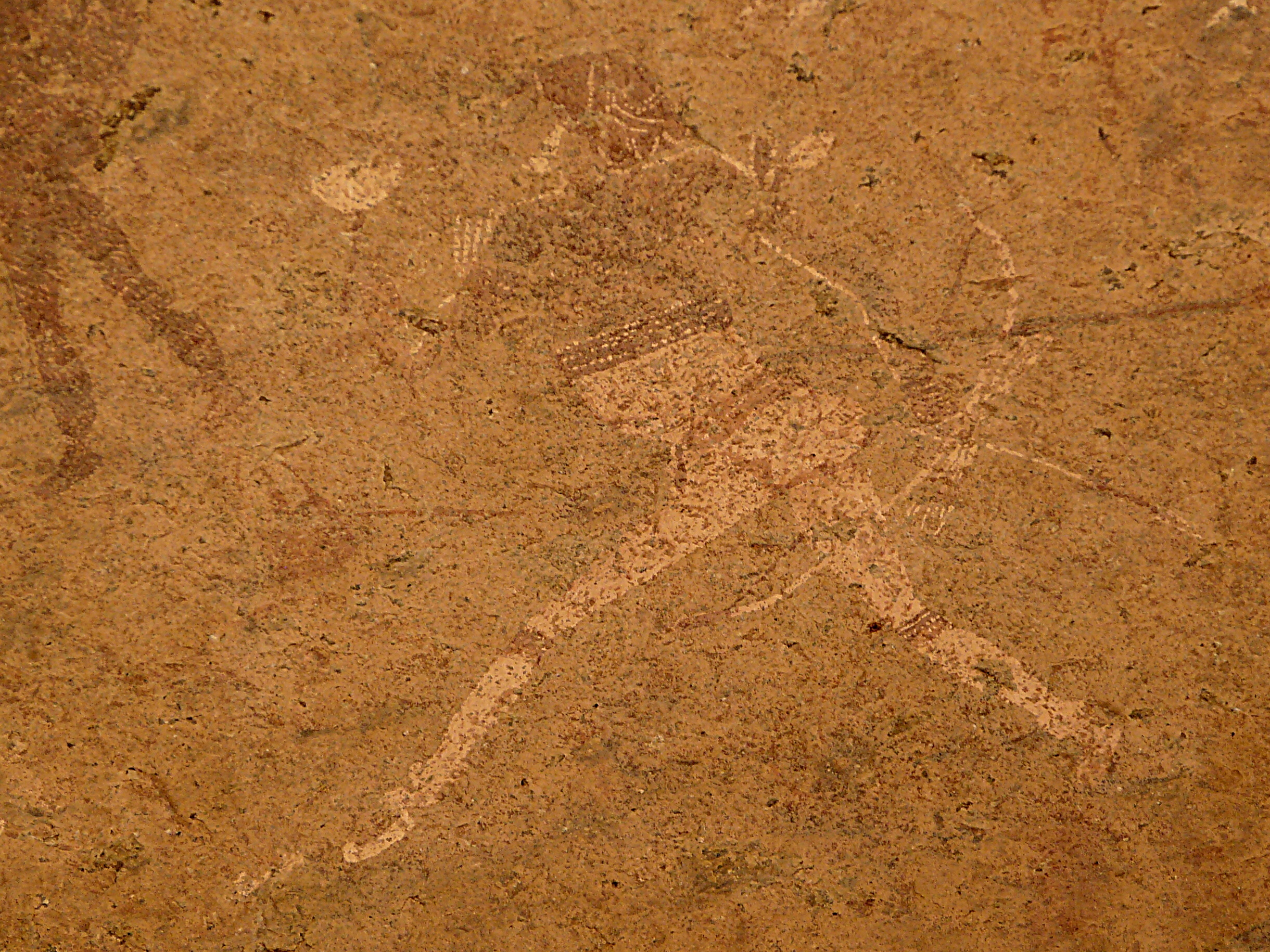
Weiße Dame

Bis zur ersten Entdeckung durch die Europäer war das Land sehr dünn durch die teilweise nomadisch lebenden Völker der Damara und San bewohnt. Man vermutet, dass es sich bei den San um Nachfahren der ursprünglichen Bevölkerung des südlichen Afrikas handelt.

## Entdeckung durch die Europäer
Als erster Europäer erreichte 1486 der Portugiese Diego Cao auf dem Seeweg die Küste am heutigen Kreuzkap, wo er durch die Aufstellung eines Steinkreuzes das Land für Portugal in Besitz nahm. Auch Bartolomeu Diaz errichtete bei seiner Entdeckungsfahrt 1488 an der Diaz-Spitze in der Lüderitzbucht ein Steinkreuz. Die beiden Kreuze (Padrahos) sind heute in Berlin zu besichtigen. An den Originalstandorten stehen mittlerweile Kopien. Wegen fehlender Süßwasservorkommen an der unwirtlichen wüstenhaften Küste blieb jedoch vorerst eine weitere Besiedelung durch die Europäer aus. In der Nachfolgezeit wanderten auf der Suche nach tsetsefreien Weidegründen aus Ost- und Zentralafrika verschiedene bantusprachige Völker in den Norden des Landes ein. Zu ihnen gehören auch die Herero.
Im 17. Jahrhundert wurde die Walvis Bay von Walfängern einige Zeit als Anlegeplatz genutzt. Im 18. Jahrhundert kam es zu schweren Auseinandersetzungen zwischen den sich nach Süden ausbreitenden Herero und zeitgleich nach Norden ziehenden Nama. In dieser Zeit errichteten die weißen Siedler Südafrikas erste Handelskontakte zu den Völkern Zentralnamibias. Eine Handelsroute entstand entlang des Swakopflusses. 1761 wurde der südliche Teil Namibias auf einer Expedition der Kapregierung ins Namaland erstmals kartografisch erfasst.
Durch weiße Kolonialisten im südafrikanischen Kapland verdrängt, kamen seit etwa 1820 von der europäischen Kultur beeinflusste und mit den Nama verwandte Orlam-Stämme von Süden aus ins Land und brachten neben anderen europäischen Gütern auch moderne Schusswaffen mit, was den Nama einen militärischen Vorteil verschaffte, so dass sie die bantusprachige Bevölkerung weit nach Norden zurückdrängen konnten. Die seit 1805 im Land befindlichen britischen Missionare versuchten vergeblich, durch Christianisierung das Land zu befrieden. Durch die Vermittlung etwa der Schrift unter den Nama wurde deren Vormachtstellung noch verstärkt. Um 1840 gelang es den Orlam unter ihrem Kaptein Jonker Afrikaner gemeinsam mit den Nama, die Herero aus dem Gebiet des heutigen Windhoek zu vertreiben. Auch den um 1842 eingewanderten ersten deutschen Missionaren war bei der Christianisierung der Herero kein Glück beschert. Kupferfunde um 1850 in der Gegend um Rehoboth und am Swakopfluss lockten immer mehr weiße Siedler auf der Suche nach schnellem Reichtum an. Um mit der neuen Gefahr fertigzuwerden, rief am 9. Januar 1858 der Orlamchief Jonker Afrikaner alle namibischen Chiefs zum Friedensvertrag und Stämmebund von Hoachanas zusammen, in dem sie sich gegenseitig ihre Loyalität zusicherten und Regeln für den Umgang mit weißen Siedlern festlegten. Der Vertrag konnte aber weitere Auseinandersetzungen nicht verhindern.
Weiße Händler und Missionare fühlten sich bedroht und baten Großbritannien und das 1871 gegründete Deutsche Reich um Unterstützung. Dessen wachsende Stärke und Einfluss fürchtend, besetzte Großbritannien 1878 das Gebiet um die Walvis Bay.
Die im Grenzgebiet zu Angola lebenden Ambo-Stämme (auch oft Ovambo genannt) lagen außerhalb der Reichweite dieser Entwicklungen.

## Deutsche Kolonialzeit

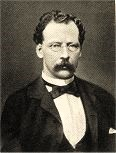
Adolf Lüderitz, Gründer von Deutsch-Südwestafrika

Der Bremer Tabakhändler und Kaufmann Franz Adolf Eduard Lüderitz und sein Begleiter Heinrich Vogelsang erreichten im Jahre 1883 die Bucht Angra Pequena (die spätere Lüderitzbucht) und nahmen durch den „Meilenschwindel“ große Ländereien und das spätere Lüderitz in Besitz. Ihr Ziel war es, neue Absatzmärkte, billige Bodenschätze und Land für arbeitslose Deutsche zu gewinnen. Dieses Gebiet wurde zur Grundlage der späteren deutschen Kolonialherrschaft. Auf der Berliner Konferenz (15. November 1884 bis 26. Februar 1885) verteilten die europäischen Großmächte die Einflussgebiete in Afrika. Südwestafrika wurde unter den „Schutz“ des Deutschen Reiches gestellt.

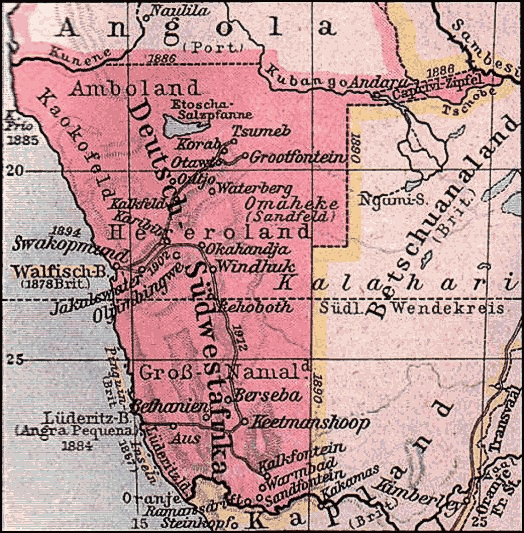
Karte von 1904

Geplante Flagge von Deutsch-Südwestafrika (1913)

Die Deutsche Kolonialgesellschaft für Südwestafrika wurde am 30. April 1885 gegründet, um deutsche Siedler ins Land zu holen und Farmland zu verpachten. Dies wurde ohne Rücksicht auf die Stammesgebiete vorgenommen, was unweigerlich zu Spannungen führte. Daraufhin begannen mit dem Ablauf des Jahres 1889 die deutschen Schutztruppen systematisch, die Völker Zentral- und Südnamibias zu unterwerfen. Um sich einen Zugang zum Sambesi zu sichern, handelte der deutsche Reichskanzler Leo von Caprivi in Artikel 3 des Vertrags zwischen Deutschland und Großbritannien über die Kolonien und Helgoland die Übergabe des Caprivi-Zipfels von Großbritannien an das Deutsche Reich aus. 1891 wurde der Stammessitz der Orlam, Windhoek, zum offiziellen Sitz des deutschen Kommissariats ernannt.
Nachdem es in der Folgezeit immer wieder zu Übergriffen auf deutsche Siedler und Händler durch die unterworfenen Stämme gekommen war, erhoben sich im Januar des Jahres 1904, in Okahandja beginnend, die Herero in einem Aufstand, der sich schnell über das ganze Land ausbreitete. Trotz anfänglicher Erfolge gegen die deutschen Schutztruppen wurde der Aufstand blutig niedergeschlagen und endete mit der Schlacht am Waterberg und der Flucht der verbliebenen Herero in die Omaheke-Wüste im September desselben Jahres. Da die deutschen Schutztruppen sämtliche Fluchtwege aus der beinahe wasserlosen Wüste abschnitten, verdurstete ein Großteil der Geflohenen.
Die während des Herero-Aufstandes zum Teil auf deutscher Seite kämpfenden Nama versuchten im Anschluss selbst, ihre Unabhängigkeit wiederzuerlangen, scheiterten aber ebenfalls endgültig im März 1908. Die deutsche Kolonialpolitik zielte seit 1904 auf die Vernichtung der indigenen Bevölkerung ab, weshalb auch von einem Völkermord an den Herero und Nama gesprochen wird. 
Der deutsche Kolonialkrieg gegen die Herero und Nama dauerte von 1904 bis 1907. Er wuchs sich zu einem Vernichtungskrieg gegen die beiden Völker aus. Genaue Opferzahlen sind umstritten, da u. a. keine belastbaren Zahlen zur ursprünglichen Bevölkerungsgröße der Herero und Nama zur Zeit der deutschen Kolonialherrschaft vorliegen. Insgesamt könnten bis zu 100.000 Menschen durch deutsche Truppen ermordet, in der Omaheke-Wüste verdurstet oder in Konzentrationslagern gestorben sein. 2004 bekannte sich die Bundesrepublik Deutschland zur deutschen Schuld in der Kolonialzeit. 2015 räumte ein Sprecher des Auswärtigen Amtes erstmals ein, dass es sich um einen Genozid gehandelt hat.
Siehe auch:
- Heliographie der Schutztruppe in Deutsch-Südwestafrika
- Funkstationen in Deutsch-Südwestafrika

## Unter südafrikanischer Mandatsmacht
Die Nachricht über den Beginn des Ersten Weltkrieges erreichte Deutsch-Südwestafrika am 2. August 1914 über die Funkstrecke Nauen – Kamina und die sich noch im Bau befindende Großfunkstation in Windhoek. In der Folge gelang es den unter der britischen Krone kämpfenden südafrikanischen Truppen in das Land einzumarschieren und es schnell zu erobern: am 13. September 1914 eröffneten sie mit einem Überfall auf die Polizeistation von Ramansdrift die Feindseligkeiten und am 14. sowie 19. September nahmen sie Swakopmund und Lüderitzbucht ein. Am 9. Juli 1915 musste Victor Franke (letzter Kommandeur der deutschen Schutztruppe) kapitulieren; deutsche Siedler wurden in das Internierungslager bei Pretoria abtransportiert, später kamen sie in das Lager von Pietermaritzburg.
Formell wurden mit dem Vertrag von Versailles 1919 Deutschland sämtliche Kolonien abgesprochen und Südwestafrika ein Mandatsgebiet des Völkerbundes. Südafrika wurde als Mandatsmacht eingesetzt. Zwar verwies man anfangs viele Deutsche des Landes, doch wurde am 23. Oktober 1923 mit dem sogenannten London Abkommen (De Haas-Smuts Agreement, deutsch etwa: „De Haas-Smuts-Vereinbarung“) den verbliebenen deutschstämmigen Siedlern ein Recht auf südafrikanische Einbürgerung und damit das Bleiberecht eingeräumt. Zwei deutsche Regierungsvertreter, Ruppel und besagter De Haas, hatten 1923 in London mit dem damaligen Premierminister Jan Christiaan Smuts eine Lösung für in Südwestafrika verbliebene deutsche Siedler ausgehandelt. Dazu erließ die südafrikanische Regierung 1924 ein Gesetz (Act No. 34 of 1924).
Namibias weißen Wählern wurde von 1947 bis 1977 eine Vertretung im südafrikanischen Parlament garantiert.

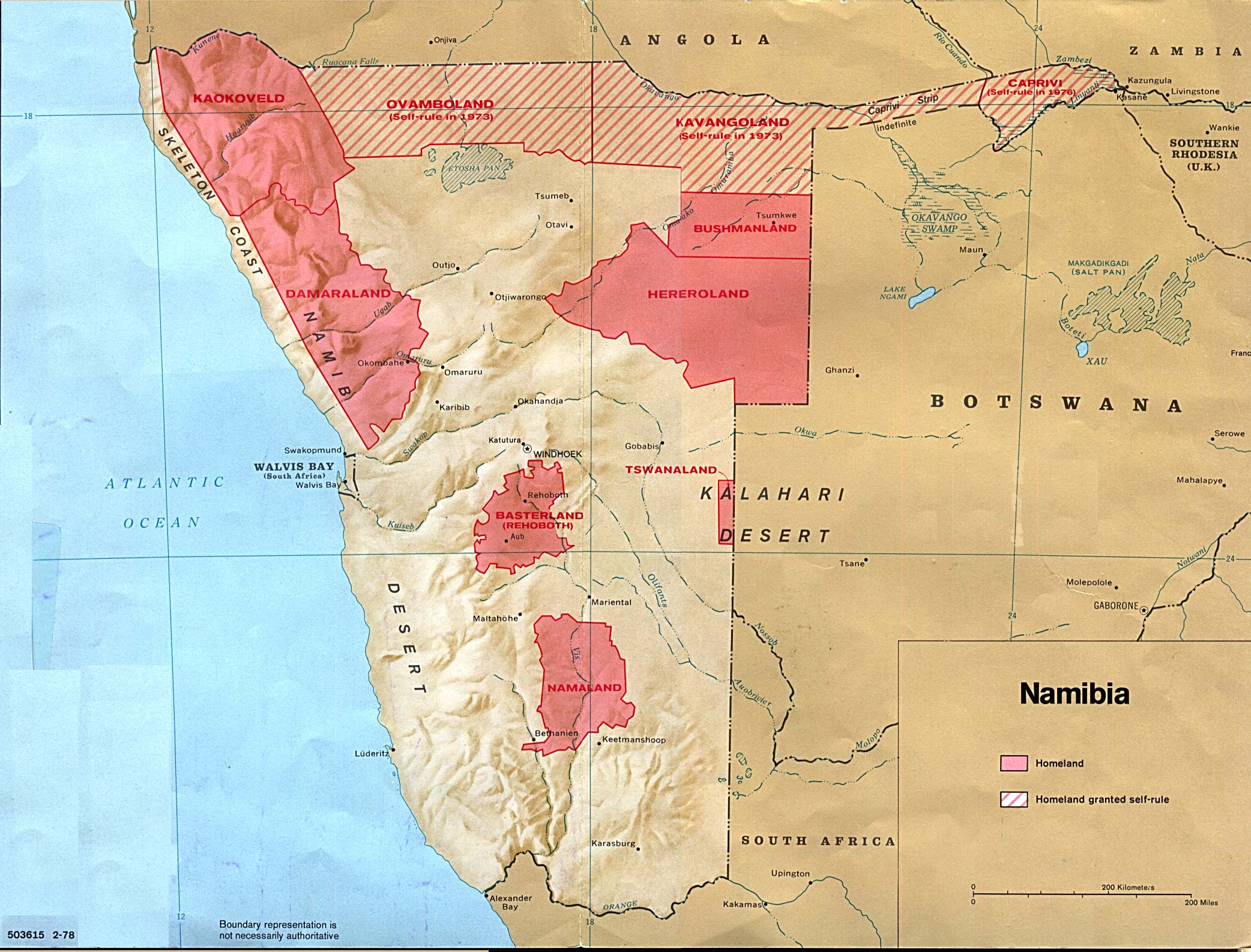
Einteilung Namibias in die sogenannten Homelands (1978)

Im Zuge der in Südafrika nach 1948 einsetzenden Politik der „getrennten Entwicklung“ wurden im Gebiet Namibias Flächen für sogenannte Homelands ausgewiesen, das heißt, jeder Bevölkerungsgruppe wurde ein festes Territorium zugeordnet, das nicht dauerhaft verlassen werden durfte.
Aufforderungen der Vereinten Nationen seit dem Jahre 1946, das Land in die Unabhängigkeit zu entlassen, wurden von Südafrika ignoriert. Dies führte zu erheblichen Spannungen zwischen Südafrika und der UNO und dem Entzug des völkerrechtlichen Mandates im Jahre 1966. Im Verlaufe dieses Disputs hatte sich bereits 1957 in Kapstadt der Ovamboland Volkskongress gegründet. Im Jahre 1966 rief daraufhin die 1960 aus einer Vorgängerorganisation gegründete, marxistisch beeinflusste Befreiungsbewegung Südwestafrikanische Volksorganisation oder kurz SWAPO den Krieg gegen die südafrikanische Fremdverwaltung aus. Später agierte die SWAPO mit sowjetischer und kubanischer Militärunterstützung und einer asymmetrischen Kriegsführung von Angola aus, mit dem Ziel, die staatliche Unabhängigkeit des Territoriums von South West Africa zu erlangen.

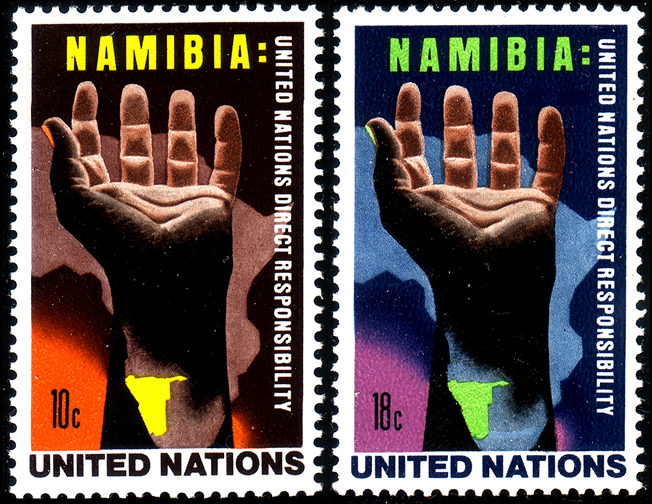
Briefmarken von 1975 der UN mit der Forderung nach der Unabhängigkeit Namibias

Am 12. Juni 1968 änderte die Generalversammlung der Vereinten Nationen in der Resolution 2372 (XXII) den Namen des Territoriums von South West Africa (deutsch Südwestafrika) zu Namibia.
Nachdem 1978 der UN-Sicherheitsrat die Resolution 435 verabschiedet hatte, die einen Friedensplan für Namibia enthielt, reagierte Südafrika mit der Durchführung der ersten allgemeinen Wahlen in diesem Territorium. Schwarze durften ebenso wählen wie Weiße. Die Hauptoppositionsgruppe, die einen sehr starken Frauenflügel hatte, boykottierte die Wahlen. Die Demokratische Turnhallenallianz (DTA) der konservativen weißen Minderheit ging aus diesen Wahlen als Sieger hervor.
Da die Wahlen jedoch manipuliert waren, wurden sie von der SWAPO boykottiert und international nicht anerkannt. Dennoch übernahm Dirk Mudge, Vorsitzender der Turnhallenallianz, das Amt des Ministerpräsidenten, das er bis zur Auflösung des Parlaments im Jahr 1983 innehatte.
In den 1980er Jahren vermittelte die SWAPO insgesamt rund 500 Kinder von Namibia zur Erziehung und Ausbildung in die Deutsche Demokratische Republik. Sie wurden Ende August 1990 gemäß einem Regierungsabkommen zwischen DDR und Namibia wieder zurückgeführt.
Südafrika änderte erst 1988 nach Verhandlungen mit den USA, Angola und Kuba seine politische Haltung und erklärte sich im Rahmen eines UN-Friedensvertrages dazu bereit, die Besatzung aufzugeben. Bei den Wahlen vom 7. November 1989 galt für Frauen und Männer das allgemeine aktive und passive Wahlrecht. Damit war das Frauenwahlrecht erreicht. Die südafrikanischen Streitkräfte zogen bis November 1989, kurz nach den ersten freien Wahlen, unter Überwachung der UN-Einheit UNTAG vollständig ab.

## Unabhängigkeit Namibias

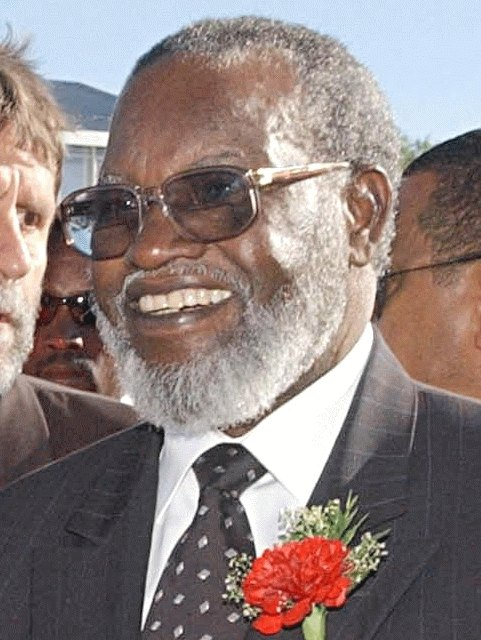
Samuel Nujoma, Präsident der Republik Namibia von 1990 bis 2005

Vom 7. bis 11. November 1989 fanden die ersten freien Wahlen in der Geschichte Namibias statt. Stärkste Partei wurde die SWAPO mit 41 von 72 Parlamentssitzen. Nach der Verabschiedung der Verfassung am 9. Februar 1990 wurde die Unabhängigkeit zum 21. März 1990 vollzogen. Das allgemeine Wahlrecht für Erwachsene wurde Teil der Verfassung.
Seither stellt die SWAPO sowohl Präsident als auch die Regierung Namibias. Größte Oppositionsparteien sind der sozialdemokratische Congress of Democrats und die Demokratische Turnhallenallianz. Daneben existieren kleinere Parteien wie der United Democratic Front und die Monitor Action Group.
Die durch die Apartheidpolitik geschaffene Reservatsgliederung (Homelands) wurde 1993 durch 13 gleichberechtigte, für jedermann frei zugängliche Regionen abgelöst. Auch wurde als eigene Staatswährung der Namibia-Dollar (N$) eingeführt, der 1:1 an den südafrikanischen Rand gekoppelt ist. 1994 trat Südafrika die Enklave Walvis Bay zusammen mit den vorgelagerten Inseln an Namibia ab. Sie waren zu Kolonialzeiten britisch und wurden dann von Südafrika beansprucht.
Da die ursprüngliche namibische Verfassung nach dem Vorbild der US-Verfassung nur zwei Amtsperioden eines Präsidenten erlaubte, wurde 1999 die Verfassung geändert, um Sam Nujoma eine dritte Amtsperiode als Präsident zu ermöglichen.
Am 25. Mai 2004 entließ Sam Nujoma seinen Außenminister Hidipo Hamutenya ohne Angabe von Gründen aus der Regierung und ersetzte ihn am 28. Mai 2004 durch den bisherigen Arbeitsminister Marco Hausiku. Außenministerin wurde die bisherige stellvertretende Ministerin für Frauenangelegenheiten und Kinderfürsorge, Marlene Mungunda.
Bei der Präsidentschaftswahl im November 2004 wurde der auch von der SWAPO nominierte frühere Landwirtschaftsminister Hifikepunye Pohamba mit 76 Prozent als Nachfolger von Präsident Sam Nujoma gewählt, der vor der Wahl auf eine weitere Verfassungsänderung und damit auf seine Präsidentschaft verzichtet hatte. Im März 2005 übernahm Pohamba das Amt von seinem Vorgänger. Bei der Präsidentschaftswahl im November 2009 wurde Pohamba mit 76,4 Prozent der abgegebenen Stimmen im Amt bestätigt. Bei der gleichzeitig durchgeführten Parlamentswahl erhielt die SWAPO 75,3 Prozent der abgegebenen Stimmen; größte Oppositionspartei wurde die aus einer SWAPO-Abspaltung hervorgegangene RDP (Rallye for Democracy and Progress) mit 11,4 Prozent der abgegebenen Stimmen. Bei der Wahl 2014 erreichte Präsidentschaftskandidat Hage Geingob von der SWAPO ein in der Höhe nie dagewesenen Zuspruch von 86,73 % der Stimmen. Die SWAPO kam mit 80,01 % ebenfalls auf einen neuen Spitzenwert. 2019 erhielt Geingob erhielt nur noch 56,3 %, die SWAPO kam auf 65,45 %. Gründe waren vor allem die Beliebtheit von Politikaufsteiger Panduleni Itula sowie die Teilnahme zahlreicher neuer Parteien, darunter vor allem das Landless People’s Movement (LPM) sowie der Wiederaufstieg der ehemaligen DTA, des heutigen Popular Democratic Movement (PDM).
Geingob starb am 4. Februar 2024 an einer Krebserkrankung. Gemäß der Verfassung Namibias übernahm Nangolo Mbumba als Vizepräsident die Amtsgeschäfte und wurde noch am selben Tag als Staatspräsident vereidigt.